# لری فسندن
لری فسندن (به انگلیسی: Larry Fessenden) (زاده ۲۳ مارس ۱۹۶۳) بازیگر، تهیه‌کننده، نویسنده، کارگردان، تدوین‌گر و فیلم‌بردار آمریکایی است.

## به عنوان بازیگر
- در دره خشونت در نقش Roy (۲۰۱۶)
- عزیز (۲۰۱۵) در نقش Officer Maneretti
- آنتیل داون در نقش the Stranger (۲۰۱۵) (بازی ویدئویی؛ صداپیشه)
- ما هنوز اینجاییم در نقش Jacob Lewis (۲۰۱۵)
- چهره کوزه ۲۰۱۲
- فضای مرکزی ۲۰۰۵
- همینیم که هستیم در نقش Bearded Tenant (2013)
- تو بعدی هستی در نقش Erik Harson (۲۰۱۱)
- سرمازدگی (فیلم) در نقش Fishing Host (۲۰۱۰)
- عادت (فیلم ۱۹۹۷) در نقش Sam (۱۹۹۷)
- روز دوست دختر در نقش تافت (۲۰۱۷)
- تصادفات شاد (۱۹۹۸)

## به عنوان نویسنده
- آنتیل داون (۲۰۱۵) (بازی ویدئویی)
- وندیگو (۲۰۰۱)
- عادت (فیلم ۱۹۹۷) (۱۹۹۷)

## به عنوان کارگردان
- وندیگو (۲۰۰۱)
- عادت (۱۹۹۷)